# Trouvaille de la statuette d’or

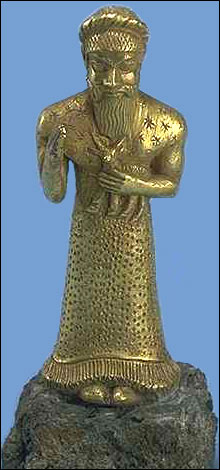
Goldstatuette

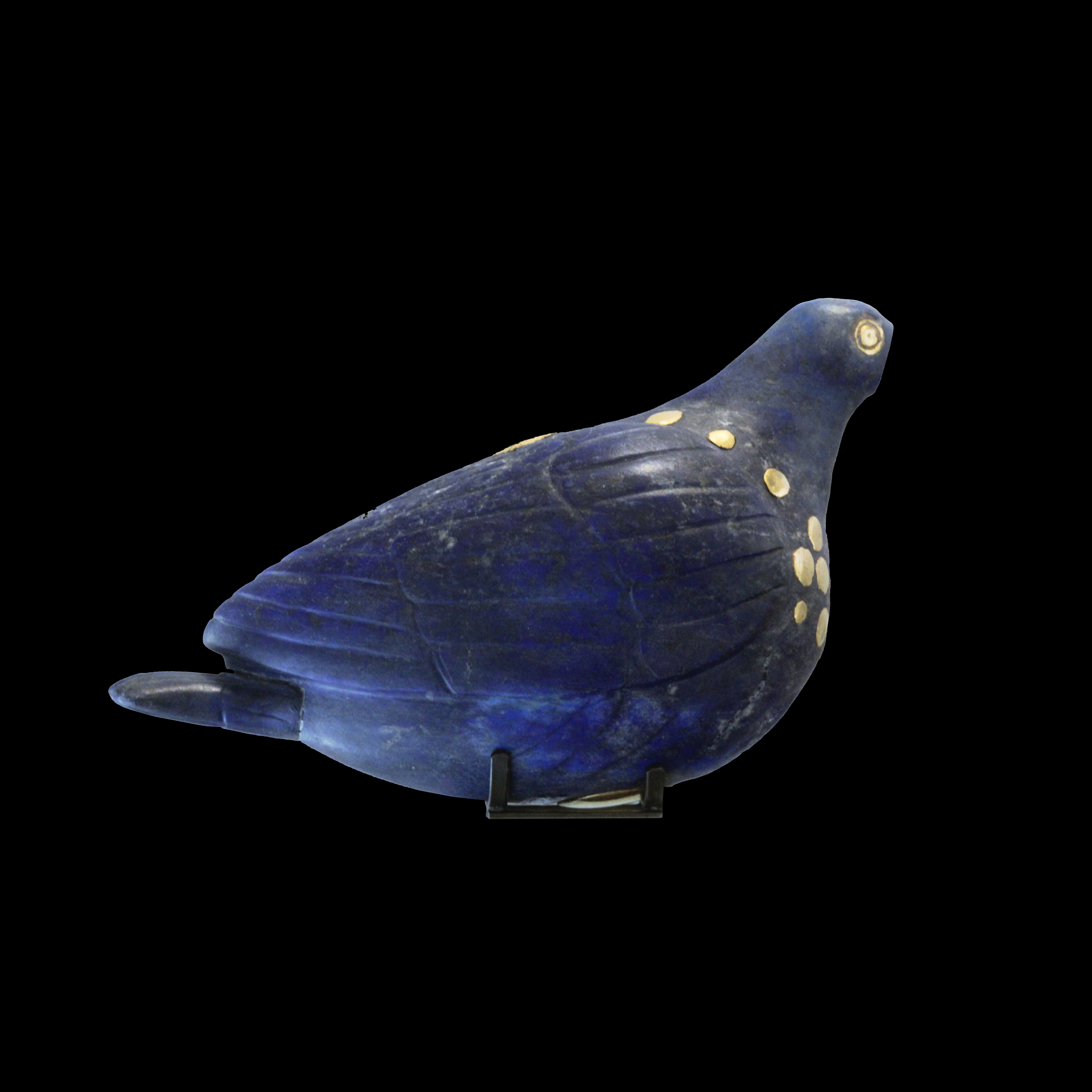
Taube aus Lapislazuli

Die Trouvaille de la statuette d’or („Fund der goldenen Statue“) ist eine Gruppe von Objekten, die am 22. Februar 1904 auf der Akropolis in Susa bei den Grabungen von Roland de Mecquenem gefunden wurden, der wiederum für Jacques de Morgan arbeitete. Die Objekte kamen unterhalb eines Fußbodens zum Vorschein. Sie datieren in die Mittelelamische Periode (1500 bis 1000 v. Chr.) und waren auf einer etwa 96 × 64 cm großen Plattform platziert. Mit den Objekten wurden Knochen gefunden, die de Mecquenem als solche von einem Lamm oder von einer Ziege interpretierte.  Die Funde befinden sich heute im Louvre in Paris.
Die beiden herausragenden Objekte des Fundes sind zwei Statuetten, die eine aus Gold und Kupfer (Louvre Sb 2758, 7,5 cm hoch), die andere aus Silber und Kupfer (Louvre Sb 2759, 7,6 cm hoch). Weitere Objekte sind ein Wetzstein mit einem goldenen Löwenkopf, neun kleinen Fayencestatuetten von Betern – zwei von ihnen halten einen Vogel in der Hand –, eine Taube aus Lapislazuli mit Goldeinlagen, ein Anhänger in Form eines Rinderkopfes, auch aus Lapislazuli mit Goldeinlagen, eine Löwenfigur aus Achat, eine Perle aus Achat sowie eine knopfartiges Objekt unbekannter Funktion in der Form einer Spule (10,6 cm lang). Auf der Achatperle befindet sich eine Inschrift in akkadisch: für Ištaran, Kurigalzu hat sie geweiht. Ištaran war die lokale Göttin von Der.
Die Objekte des Fundes können demnach in zwei Gruppen geteilt werden: elf Statuetten von Betern, zwei von ihnen in Gold oder Silber, und persönliche Objekte, die man eventuell als Votivgaben ansprechen kann.
Die goldene Statuette zeigt einen stehenden Mann mit langem Bart. Seine rechte Hand ist zum Gebet erhoben. Mit der linken Hand hält er ein Tier, vielleicht eine Ziege. Er trägt ein langes Gewand. Der Oberkörper ist nackt und ist auf der Vorderseite mit einem Sternenmuster dekoriert. Die Silberstatuette ist fast identisch, doch hält der Mann ein kleineres Tier, das nicht identifiziert werden kann. Auf dem Kopf befindet sich ein Reifen im Haar. Der volle Bart und der Reifen im Haar unterscheiden die beiden Figuren von vielen anderen Beterstatuen. Es ist jedoch unsicher, ob hier ein König oder eine andere wichtige Personen dargestellt ist. Die anderen Beterstatuetten sind im Vergleich viel einfacher. Sie sind aus Fayence gearbeitet und zeigen noch Reste einer Glasur. Sie sind bartlos, einige von ihnen halten einen Vogel.
Die Funktion der Objekte ist umstritten. Roland de Mecquenem vermutete zunächst, dass es sich um Gründungsbeigaben für ein Gebäude handelte. Später deutete er sie als Reste einer Grabausstattung. Im Grabungsgebiet kamen in der Tat diverse Bestattungen zutage. Françoise Tallon machte jedoch darauf aufmerksam, dass dies keine Objekte sind, die normalerweise in einem Grab gefunden werden. Er vermutet deshalb, dass es Objekte aus einem Heiligtum für den Totenkult eines Königs sind. Demnach stellen die Statuetten den König und Familienmitglieder des Königshauses dar.